# لیزا ایوانز
لیزا ایوانز (انگلیسی: Lisa Evans؛ زادهٔ ۲۱ مهٔ ۱۹۹۲) بازیکن فوتبال اهل بریتانیا است.
از باشگاه‌هایی که در آن بازی کرده‌است می‌توان به باشگاه فوتبال زنان بایرن مونیخ، تیم فوتبال زنان آرسنال، و باشگاه فوتبال ۱.اف‌اف‌سی توربین پوتسدام اشاره کرد.
وی همچنین در تیم‌های ملی فوتبال Scotland women's national under-17 football team, Scotland women's national under-19 football team، و زنان اسکاتلند بازی کرده‌است.